# 1993年度壹電視大獎得獎名單
1993年度壹電視大獎得獎名單於1993年頒發。

## 十大電視節目
- 第一位：鏗鏘集
- 第二位：卡拉屋企
- 第三位：星期日檔案
- 第四位：新聞透視
- 第五位：大時代
- 第六位：娛樂新聞眼
- 第七位：勁歌金曲
- 第八位：寰宇風情
- 第九位：笑笑小電影
- 第十位：時事追擊

## 十大電視藝人
本届十大電視藝人只列冠亞季，其餘不分名次，按照姓氏笔画排名。
- 第一位：劉青雲
- 第二位：張衛健
- 第三位：周慧敏
- 李婉華
- 吳鎮宇
- 郭富城
- 郭藹明
- 鄭裕玲
- 劉松仁
- 藍潔瑛[1]